# 모건 오유키

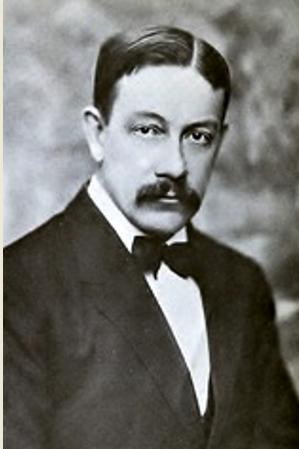
조지 데니슨 모건

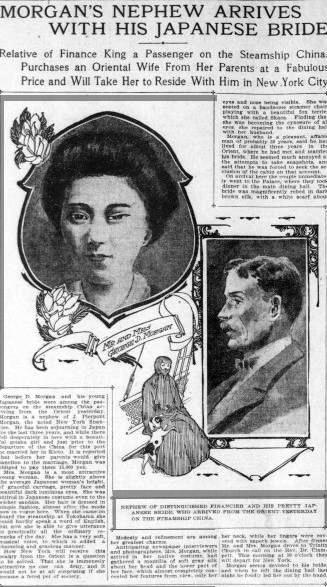
모건과 일본인 아내 유키의 미국 도착을 전하는 신문 기사. 1904년

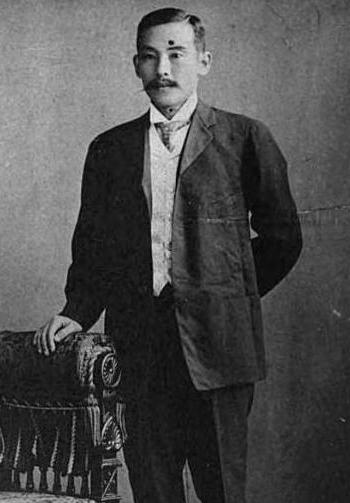
연인이었던 카와카미 슌스케. 카고시마 출신. 교토대학 법학부 졸업. 나니와 은행을 거쳐 기업 중역을 역임하고, 50세에 사망.

모건 오유키(일본어: モルガンお雪 モルガンおゆき[*], 1881년 (메이지 14년) 11월 - 1963년 (쇼와 38년) 5월 18일)는 일본의 게이샤이다. 미국 대부호 J.P. 모건의 조카와 결혼한 것으로 알려져 있다. 본명은 카토 유키(加藤ユキ), 예명은 유키카(雪香), 세례명은 테레지아이다.

## 생애
교토 테라마치 도검상 헤이스케의 딸이라고 한다. 언니는 기온에서 요정 겸 오키야 『카토루(加藤楼)』를 경영하고 있었으며, 그 인연으로 14세에 게이샤가 되었다. 가게는 교토의 나와테 신바시우에루에 있는 외국인 전용 ｢오노테이(小野亭)｣로, 당시 외국인 젼용은 격이 떨어지는 곳이었다. 가무에 뛰어났으며, 특히 호궁이 특기였다.
1901년 (메이지 34년), 당시 30세의 미국인 부호 조지 데니슨 모건 (George Denison Morgan. J.P. 모건의 조카)을 만나, 청혼을 받았다. 모건은 연인과 헤어진 지 얼마 안된 실의의 여행 중, 일본에 들러, 오유키가 결혼에 승낙할 때까지, 4년간 3번 일본을 방문했다. 당지 20세의 오유키는 교토제국대학에 10살 연상의 카와카미 슌스케 (후의 나니와 은행 도쿄 지점장)라는 연인이 있었지만, 이 소동이 신문에 게제되자 파국을 맞았다.
1904년 (메이지 37년) 1월 20일, 당시 4만엔 (2018년 기준, 8억엔 상당)이라는 막대한 미우케에 의해 모건에게 인수되어, 요코하마에서 결혼했다. 결혼은 코바야시 베이카 (일본에 귀화한 영국인 볍률가)를 주례로, 요코하마 영사관에서 이뤄졌고, "일본의 신데렐라"로 불렸다. 조지와 미국으로 건너가지만, 배일법에 따라 미국 귀화는 허가되지 않았다.
1905년 (메이지 38년), 모건과 함께 일시 귀국하지만, "돈에 눈 먼 여자" 등으로 매스컴에 오르자, 세간의 호기의 눈은 변하지 않았다. 난젠지 다리에 모건의 별장이 있어, 미일의 깃발을 달고 머물렀다. 2년 가량 일본에서 살다, 유럽으로 건너가 프랑스 파리로 옮겨, 현지 사교계에서 대단한 평판을 받았다.
1915년 (다이쇼 4년), 34살 때, 남편인 조지가 44세의 나이로 심장마비로 사망했다. 그 후, 유산 상속을 둘러싼 남편의 일족과의 재판에서 이겨, 60만 달러 (당시)라는 막대한 자산을 얻지만, 미국 국적을 박탈당하고, 무국적자가 되었다. 유럽으로 건너가, 프랑스에서 유유자적한 생활을 보냈다.
1916년 (다이쇼 5년), 새 애인인 육군 사관이자 언어학자인 산둘프 탄다르(Sandulphe Tandart)와 마르세유로 이사가 동거를 시작했다. 결혼은 하지 않고, 조지로부터 물려받은 막대한 유산을, 탄다르의 학문 원조에 소비했다. 탄다르와 재혼하지 않은 이유는 재혼하면 유산을 모건가에 몰수당할 가능성이 있었기 때문이 아니냐는 설이 있다. 1931년 (쇼와 6년), 탄다르가 심장마비로 사망하였다. 그 후, 니스의 별장에서 생활했다.
1938년 (쇼와 13년), 제 2차 세계 대전 발발을 앞두고, 유럽의 분위기가 심상치 않아졌다. 교토의 가족을 돌보기 위해 니스를 떠나 귀국을 결심했다. 같은 해 4월 24일, 나가사키항에 도착했을 때는 기자 회견도 열렸다. 이 시점에서는, 일본어를 다 잊어버렸고, 샤미센의 곡조도, 코우타(小唄)도 잊어버렸다고 말했다. 전쟁 양상이 핍박해지자, 모건가로부터의 송금도 끊어지고, 더욱이 무국적자가 된 상태의 오유키는 특고경찰에게 눈에 띄어, 군정하에서 재산을 압류당했다.
일본 패전 후, 유산 상속권이 회복되었다. 71세의 나이로 크리스트교 세례를 받고, 경애하는 테레즈 드 리지외를 따라서 세례명을 테레지아로 정했다. 이후, 한 카톨릭 신자로서 무라사키노 (교토시 키타구)의 다이토쿠지몬 앞의 작은 집에 은둔 생활을 했다. 조지의 유산 대부분을 키누가사의 교회에 기부해, 후에 양녀로 삼은 카토 나미에와 조용히 살았다. 1963년 (쇼와 38년), 급성 폐렴으로 81세의 나이로 사망했다. 3주기인 1965년에 파리시로부터 자매도시인 교토시로 "유키상(ユキサン)"이라고 이름 붙혀진 신 품종의 흰 장미가 보내져왔다.

## 가족
- 아버지 : 헤이스케(平助)
- 어머니 : 코토(コト)
- 오빠 : 오토지로(音二郎) - 교토 산죠 토미코지의 이발소 운영. 오유키는 오토지로 곁에서 자랐다[10].
- 자매 : 기코(継香) - 게이샤, 스미(スミ)
- 남편 : 조지 데니슨 모건 (1876년 - 1915년) - 어머니 사라의 오빠가 J.P. 모건. 주니어스 모건의 손자. 예일 대학에서 공부하고, 삼촌의 은행에서 일을 함. 1901년, 당시 교토에서 유일한 외국인 전문 요정이었던 <오노테이(尾野亭)>에서 오유키를 처음 만났다. 심작 발작으로 급사.
- 시누이 : 캐롤라인 루시 모건 - 조지의 누나. 모건 일족 중에서 유일하게 이해해준 사람이라고 한다.

## 인물 및 에피소드
- 1901년 (메이지 34년)에 시바이코야 "센본좌"를 세운 마키노 쇼조는, 백부가 권하는 결혼을 피해 기온의 찻집에서 밤놀이를 거듭하고 있었다. 이 방탕하게 노는 와중, 기온 "카토루(加藤楼)"의 게이샤였던 오유키와 친해졌다. 메이지 34년 봄, 마키노는 이 오유키로부터 모건이라고 하는 "매부리코를 가진 코쟁이"으로부터 기적에서 빼주겠다(미우케)며 상담을 받았다.  쇼조는 "그거 재미 있군, 돈 좀 불러보게. 그래, 한 4~5만엔 정도 불러봐"라고 농담조로 말했다. 그로부터 며칠 후, "4만엔의 정조"라고 하는 센세이셔널한 대 제목으로, 신문에 오유키의 미유케 기사가 얼굴 사진과 함께 화려하게 쓰여져, 쇼조는 오유키와 헤어져야만 했다. 쇼조는 이 애틋한 사랑 이야기를 대본으로 써서, "모건 오유키"라는 제목으로 센본좌의 무대에서 상연, 대 히트 시켰다. 마키노가와는 전후 귀국한 후에도 교류가 있었다[12]. 미우케 금액에 대해서는 여러 가지 설이 있지만, 당사자가 말하지 않아 확실한 자료는 없다.
- 오유키가 모건과 결혼한 1월 20일은, 「타마노코시노히(玉の輿の日)」라고 불렸다고 하지만, 확실한 자료는 없다[13].
- 토후쿠지의 탑두 도쥬인에 묘가 있다. 또, 로쿠온지 (킨가쿠지)의 뒷편 천주교 묘지에도 분골되어있다. 가톨릭 키누가사 교회의 성당 건립 (1933년)은 그녀의 기부에 의한 것이다.

## 갤러리

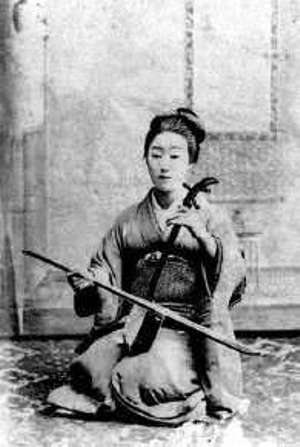
호궁(胡弓)을 치는 오유키
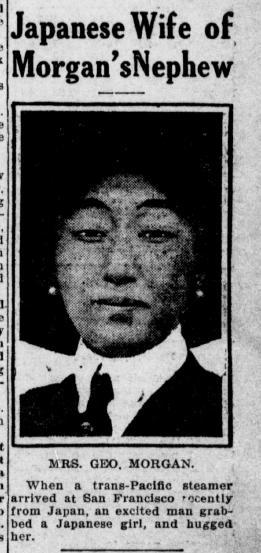
오유키의 얼굴을 보도하는 신문 기사. 1912년
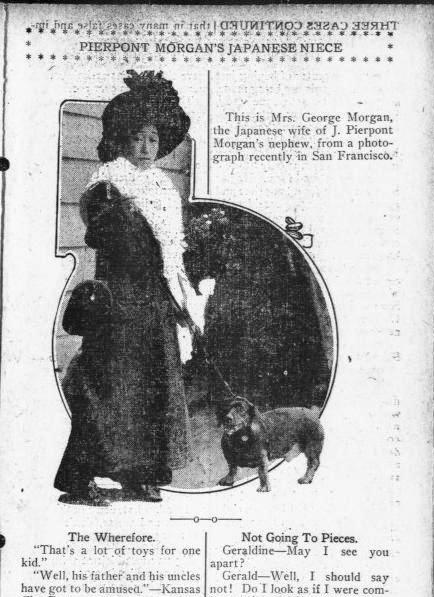
모건 오유키의 모습을 보도하는 신문 기사. 1912년
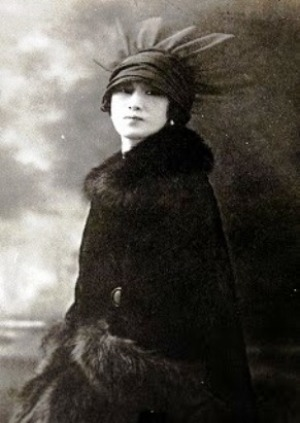
양장 차림의 오유키
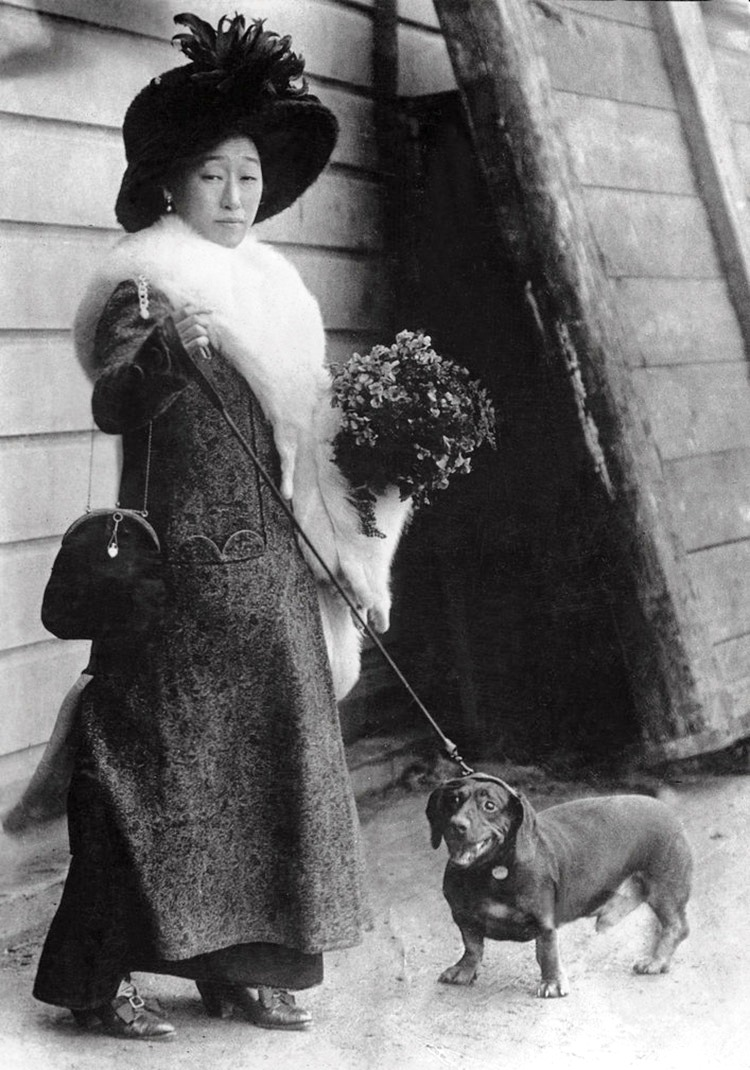
양장 차림의 오유키
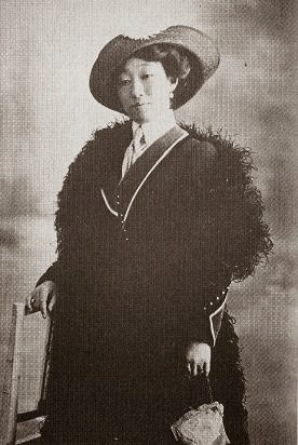
양장 차림의 오유키
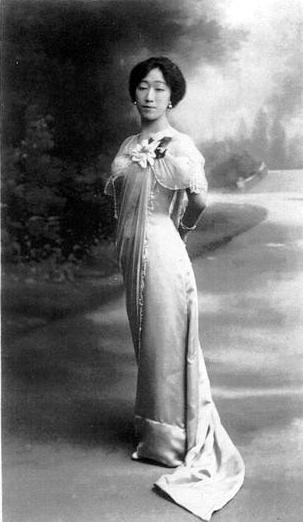
양장 차림의 오유키
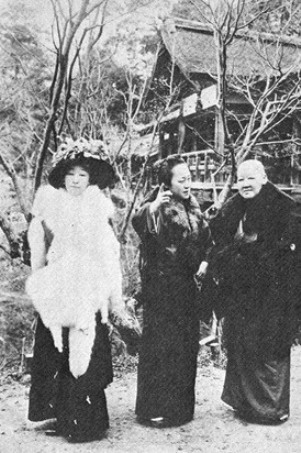
교토에서의 오유키
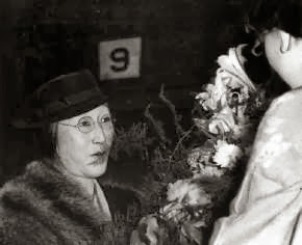
일본에서의 오유키

## 관련작품

### 무대
- 『モルガンお雪』 메이지 34년 (1901년), 교토 센본좌(千本座)
- 『モルガンお雪』 쇼와 26년 (1951년), 토호
제국극장 뮤지컬로 상연. 주연은 당시 다카라즈카 가극단 재단 중이었던 코시지 후부키
- 『モルガンお雪』 쇼와 52년 (1977년), 12/2～12/26　토호
제국극장에서 상연. 주연은 오가와 마유미, 야마구치 타카시. 각본은 하야사카 아키라
- 『새벽의 서곡』 쇼와 57년 (1982년), 다카라즈카 가극단 하나구미
마츠모토 유리가 오유키를 맡았다.
- 『Morgan O-Yuki: Geisha of the Gilded Age』 2013[14]

### 전기
- 『実話 モルガンお雪』 다이쇼 5년 (1916년) - 세키 로코(関露香) 저
- 『祇園のお雪 モルガン夫人の生涯』 쇼와 23년 (1948년) - 나가타 미키히코 저
- 『モルガンお雪 愛に生き信に死す』 쇼와 50년 (1975년) - 코사카이 스미 저
- 『モルガンお雪』 쇼와 59년 (1984년) - 코사카이 스미 저

## 참고문헌
- 『モルガンお雪 愛に生き信に死す』 (코사카이 스미, 코단샤)